# Салаватский автовокзал
Салаватский автовокзал (баш. Салауат автовокзал) — автовокзал города Салавата, расположенный по Уфимской улице, рядом с железнодорожным вокзалом и трамвайной линией.

## Описание
Обслуживает городское, междугородное и пригородное автобусные сообщения. На автовокзале сходятся все маршруты городских автобусов.

## История
Ранее автовокзал находился на севере города — в начале Первомайской улицы (около жилого дома № 46).
В 1972 году построен новый двухэтажный автовокзал по типовому проекту.